# ام‌وی هیک
ام‌وی هیک (به انگلیسی: MV Hyak) یک کشتی است که طول آن ۳۸۲ فوت ۲ اینچ (۱۱۶٫۵ متر) می‌باشد. این کشتی در سال ۱۹۶۷ ساخته شد.